# Proterocladus antiquus
Proterocladus antiquus è una specie di alghe verdi di dimensioni intorno ai 2 mm, rinvenute vicino Dalian nella provincia di Liaoning in Cina, risalente a circa 1 miliardo di anni fa, simile all'apparenza ai siphonocladales.